# Sulice (Bośnia i Hercegowina)
Sulice (cyr. Сулице) – wieś w Bośni i Hercegowinie, w Republice Serbskiej, w gminie Srebrenica. W 2013 roku liczyła 28 mieszkańców.